# Lynn Anderson
Lynn Anderson (Grand Forks, 26 de septiembre de 1947 - Nashville, 31 de julio de 2015) fue una cantante de country, ganadora de múltiples premios de la Música Country de Estados Unidos y conocida por su cadena de éxitos a finales de los años 1960, 1970 y 1980, más notable su icónico éxito de 1970, "Rose Garden", que ganó en 1971 el Premio Grammy por mejor interpretación vocal femenina. Este éxito hizo que Anderson pasara de ser una artista de regular exposición a una estrella nacional auxiliada por la televisión, una de las más populares cantantes country de 1970. Fue hija de la cantante Liz Anderson.
Anderson tuvo 12 números 1, 18 Top 10 y más de 50 en Top 40. Fue nombrada "Top Female Vocalist" (La Mejor Vocalista Femenina) por la Academia de Música Country (Academy of Country Music, ACM) dos veces y "Vocalista Femenil del Año" por la Asociación de Música Country (Country Music Association, CMA), Anderson ganó un premio Grammy (fue nominada en siete ocasiones), un People's Choice Award y un American Music Award (AMA). Ocupó el lugar número 13 según el libro de Joel Whitburn Billboard Hot Country Singles y ocupó la posición más alta en el Salón de la Fama de la Música Country (Country Music Hall of Fame). Fue la primera mujer artista cantante de country que ganó el American Music Award (1974), y la primera en llenar el Madison Square Garden ese mismo año.[cita requerida]
Debutó en 1966 a la edad de 19 años, y tuvo su primer éxito "Ride, Ride, Ride". Después de una serie de 10 top sencillos en las listas de country durante finales de los años 1960, Anderson firmó para el sello Columbia Records (hoy Sony) en 1970. Con Columbia tuvo su cadena más grande de éxitos. Cuando firmó la canción "I Never Promised You a Rose Garden", se convirtió en una de las más grandes vendedoras en la música country de todos los tiempos. Llegó al número uno de la lista de música country de los Estados Unidos y al número tres en la lista Billboard Pop Chart. También llegó al primer lugar de las listas en varios países del mundo, algo imprecedente en ese tiempo. Country Music Television (CMT) colocó "Rose Garden" en el número 83 de su lista de "100 Greatest Songs in Country Music History" (Las 100 canciones más grandes en la historia de la música country). Anderson continuó grabando y siendo una atracción popular en sus conciertos hasta su muerte, y tuvo regularmente presentaciones en salones de centros y teatros.[cita requerida]

## Primeros años
Lynn Anderson nació en Grand Forks, Dakota del Norte y creció en Fair Oaks, California. Fue hija de los cantantes de música country Casey y Liz Anderson. Amaba la música country lo cual puede ser atribuido a su mamá era una gran cantante. Liz compuso éxitos como "The Fugitive" y "My Friends Are Gonna Be Strangers" por Merle Haggard. La banda de Haggar "The Strangers" eligió su nombre inspirados en este éxito. El abuelo de Lynn Anderson había nacido en Aremark, Noruega. Más tarde visitaría Noruega y conocería su familia noruega en la serie de TV de aquel país llamada Tore på sporet (Arrancó en pista).[cita requerida]
Interesada en cantar desde los seis años, tuvo su primera presentación con un espectáculo de caballos alrededor de California, donde llegó a ganar 700 trofeos, incluido el "California Horse Show Queen" en 1966. En su adolescencia aparecía regularmente en un programa en la televísión local llamado Country Caravana.[cita requerida]
En 1965, trabajó como secretaria del Top 40 en la estación de radio KROY en Sacramento, California, cuando una de las composiciones de su mamá, "All Friends Are Gonna Be Strangers" (Todos los amigos fueron extraños), grabada por Merle Haggard, llegó al lugar número 10 de los éxitos de música country. Su mamá firmó para RCA Victor como la artista de música country del año. Mientras acompañaba a su mamá a Nashville, Anderson participó de manera informal cantando con la estrella de la música country Merle Haggard y Freddie Hart. Uno de los presentes en esa sesión en solitario era Slim Williamson, dueño de Chart Records, un sello local. Williamson reconoció el talento de Lynn Anderson y la invitó a grabar un disco para su sello. Ella grabó para Chart en 1966.[cita requerida]

## Carrera musical

### 1966-1969: Éxitos en la música country

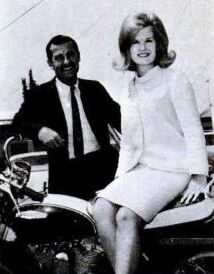
Anderson, en 1967.

En 1966, Lynn Anderson liberó su sencillo debut, "For Better of for Worse", a dueto con Jerry Lane, pero no llegó a las listas. Su primer sencillo en las listas fue su tercer sencillo liberado por el sello Charta, "Ride, Ride, Ride", dentro de los Hit 40 de la música country. Tuvo su mayor hit con "If I Kiss You (Will You Go Away)", al año siguiente. Llegó al lugar número cinco de la lista de éxitos country de Billboard. Este fue seguido de otro Top 5, "Promises, Promises", del álbum del mismo nombre, el cual también tuvo un segundo éxito Top 10, "No Another Time", en 1968. Liberó "Mother May I", un dueto Top 25 que ella grabó con su mamá. (La señora Anderson también tuvo un éxito como artista country por ese tiempo, y llegó a tener dos éxitos Top 10 "Mama Spank" (1966) y un trío con Bobby Bare y Norma Jean, "The Game of Triangles" (1967).[cita requerida]
En 1967, Lynn Anderson se presentaba con frecuencia en The Lawrence Welk Show, y viajaba con el Welk Road Show, lo que le traería beneficios. Dada la difusión que tenía por el programa, tuvo éxito en las listas de música pop. En 1969, su popularidad creció, y dejó el programa de Welk y sólo llegó a presentarse esporádicamente como invitada. En 1968, contrajo matrimonio con su compositor y productor, Glenn Sutton, quien más tarde produciría y escribiría muchas de sus grabaciones durante su estadía con Columbia. Su matrimonio finalizó después de nueve años. Tuvo su más grande éxito bajo el sello de Chart con "That's a No No", que llegó al número 2 en las listas de música country de Billboard. En 1969, poco después de dejar el sello, firmó con Columbia Records en 1970. Chart Records continuó liberando sus sencillos hasta finales de 1971, incluidos cinco éxitos Top 20: "He'd Still Love Me", "I've Been Everywhere", "Rocky Top", "It Wasn't God Who Made Honky Tonk Angels" y "I'm Alright".[cita requerida]

### 1970-1980: Cruzando el pop

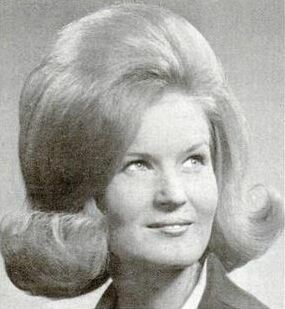
Anderson, en 1971.

Después de firmar con Columbia en 1970, publicó la canción de Joe South "I never Promised You a Rose Garden", la cual sería el mayor éxito del pop en 1970 y de inicios de 1971. La canción fue producida por su esposo Glenn Sutton. Sutton consideró que "Rose Garden" era una canción que debía ser cantada por un hombre, sobre todo por la línea "I could promise you things like big diamond rings" (Puedo prometerte cosas tan grandes como anillos de diamantes). Fue el ejecutivo de Columbia Clive Davis quien determinó que la canción será el siguiente éxito de Anderson.[cita requerida]
Fue un bocado mágico dado que la canción cimbró el top de ambas listas de country y de pop. El sencillo llegó al número 1 en las listas de música country de Billboard y el número 3 en las listas de música pop de Billboard, y fue un éxito mundial. En el Reino Unido el sencillo llegó al número 3 y en Alemania llegó al número 1 y permaneció por cuatro semanas. El álbum Rose Garden se publicó en 1971 y fue también un éxito, y ganó el certificado de platino de la Asociación de la Industria Discográfica de Estados Unidos (RIAA). Ganó el premio la "Mejor Vocalista" de la Academia de Música Country y el premio "Vocalista del Año" de la Asociación de Música Country en 1970 y 1971, respectivamente. En suma, ganó el premio Grammy. Este éxito y el haber ganado premios, hicieron de Lynn Anderson una super estrella internacional. "Rose Garden" recibió 32 reconocimientos por esta grabación fenomenal, y fue el álbum más vendido por una cantante country de 1971 a 1997, cuando Shania Twain rompió el récord de Lynn.[cita requerida]
Lynn Anderson tuvo dos éxitos número 1 de la lista de música country de Billboard en 1971 con "You're My Man" y "How Can I Unlove You", y ambos llegaron al N° 63 de las listas pop de Billboard. En 1972, tuvo tres éxitos Top 5 en las listas de country, iniciando con una versión cover del hit de los 50 "Cry", seguida por "Listen to a Country Song" y "Fool Me". Estas canciones se incluyeron en el álbum "Listen to a Country Song". "Cry" llegó al número 3 de la revista Billboard en las listas de country y al número 16 en la lista de música contemporánea para adultos. En 1973, tuvo un cuarto éxito número 1 en las listas country, con "Keep Me in Mind!, y se estrenó el álbum del mismo nombre. Siguió su segundo álbum de 1973, "Top of the World", que llegó al N° 2 en las listas country. Esta fue también un número 1 en la lista de música pop para The Carpenters ese mismo año. Pero la versión de Anderson fue la primera lanzada, y el sencillo se convirtió en hit. El segundo sencillo lanzado del álbum "Top of the World", "Sing About Love", llegó al número 3. En 1974, "What a Man My Man Is" fue el quinto éxito número 1 de música country. Ese mismo año, ganó también el Premio American Music y el premio "Favorite Female Country Artist" (Artista Country Femenina Favorita).[cita requerida]
En 1970, Anderson tuvo frecuentes apariciones como invitada en muchos especiales de televisión, así como en un espectáculo de variedades. Después de comenzar a interpretar también música pop, comenzó a aparecer en espectáculos donde los artistas country no suelen aparecer. En el punto más alto de su popularidad, tuvo un papel estelar en un episodio de Starsky & Hutch. Tuvo varias apariciones en: The Ed Sullivan Show, Kraft Music Hall of Fame, The Tonight Show, y apareció en tres especiales de televisión de Bob Hope, The Tom Jones Show, The Midnight Special, The Johnny Cash Show, The Glen Campbell Goodtime Hour, The Carol Burnett Show, The Sonny and Cher Show, Hollywood Squares, The Dinah Shore Show, Solid Gold, and Good Morning America. Era artista invitada frecuente en los especiales de Dean Martin por televisión. Tuvo su propio programa especial de televisión en 1977, con Tina Turner como estrella invitada. En 1979, se presentó en vivo en el Ford Theatre en Washington, al lado del presidente Jimmy Carter.[cita requerida]
Pero la popularidad de Lynn Anderson empezó a decaer a fines de 1970. Siguió apareciendo en las listas country cada año hasta el resto de la década. Tuvo dos éxitos dentro de los Top 20 de su álbum de 1975 I've Never Loved Anyone More y He Turns it into Love Again. Tuvo un éxito con "All the Kings's Horses" en 1976, del álbum del mismo nombre. En 1977, "Wrap You Love All Around Your Man", debido en parte a la promoción de la serie Starsky & Hutch, fue un éxito mayor. En 1979, tuvo su primer Top 10 desde 1974 con "Isn't Always Love", de su álbum Out is Just a State of Mind. Este álbum produjo un Top 20, "I Love How You Love Me" y el Top 40 "Sea of Hearbreak". En 1980, grabó su último álbum para Columbia Even Cowgirl Get the Blues, que le dio dos éxitos en el Top 30. Después de su separación de Columbia, no grabó por cerca de tres años.[cita requerida]

### 1983-1989: Resurgimiento comercial
Después de tres años de no grabar, firmó con el sello Permian Records en 1983, y alcanzó el Top 10 en las listas country con "You're Welcome to Tonight", un dueto con Gary Morris. En Permian grabó Back, su primer álbum de estudio desde 1980. El álbum tuvo su primer sencillo, "You Can't Lose What You Never Had", que estuvo fuera del Top 40, pero el segundo sencillo, "What I've Learned from Loving You", fue un éxito Top 20. Dejó Permian en 1984. En 1986, grabó "Fools for Each Other", un dueto con Ed Bruce, que se incluyó en el álbum Night Things. El sencillo llegó al número 49.[cita requerida]
Ese mismo año, grabó un sencillo para MCA Records. En 1986, firmó con Mercury Records, quienes produjeron el álbum What She Does Beat, y cinco sencillos que fueron éxitos menores en la lista de country de Billboard a fines de 1980. Tuvo dos sencillos Tops 40 con MCA: "Read Between the Lines" y una versión cover del éxito country de los Driters "Under the Boardwalk", que apareció en Top 25 en 1988. En 1989, lanzó su último sencillo que llegó a las listas com "How Many Hearts", que llegó al número 49.[cita requerida]

### 1990-2015: El ocaso de su carrera musical
En 1990, interpretó a la cantante Betsy Hall en el drama televisivo de la BBC escocesa The Wreck on the Highway. En él cantó la canción "Dream On", que posteriormente sería un éxito menor en una colección de música country de la BBC. En 1992 grabó un nuevo álbum de estudio, Cowboy's Sweetheart, editado por Laselight Records. Emmylou Harris y Marty Stuart aparecieron como invitados en el álbum. Durante ese tiempo, la American Rose Society creó una rosa de té híbrida a la que llamó Lynn Anderson. Durante el resto de la década no grabó ningún otro álbum de estudio y se dedicó a giras, presentaciones y proyectos no musicales. En 1999, fue ingresada al North American Country Music Association's International Hall of Fame.[cita requerida]
En el 2000, el gobernador de Tennessee Don Sundquist hizo que el 15 de junio fuera el Día de Lyn Anderson en todo el estado. Ella produjo un especial para TNN "American Country Copwboys", una ayuda importante para grupos musicales durante este tiempo.[cita requerida]
En el 2002, alcanzó el lugar 29 en un programa especial de CMT en televisión llamado 40 Greatest Women of Country Music. En el 2000 grabó un álbum en vivo, Live at Billy Bob's Texas.[cita requerida]
En el 2004 grabó su primer álbum de estudio en 12 años, The Bluegrass Sesions, de azul gris, que recopilaba sus mayores éxitos desde 1960 a 1960, regrabados en un formato Bluegrass. En el 2005, el álbum fue nominado a un Grammy al Mejor Álbum de Bluegrass, solo con el álbum de Ricky Skaggs Brand New Strings, y el álbum de Ralph Stanley It's Carrying on, como un álbum multiartista.[cita requerida]
En el 2005, se presentó en Grand Ole Opry con la cantante country Marina McBride, realizando un dueto de la versión "(I Never Promised You a) Rose Garden."[cita requerida]

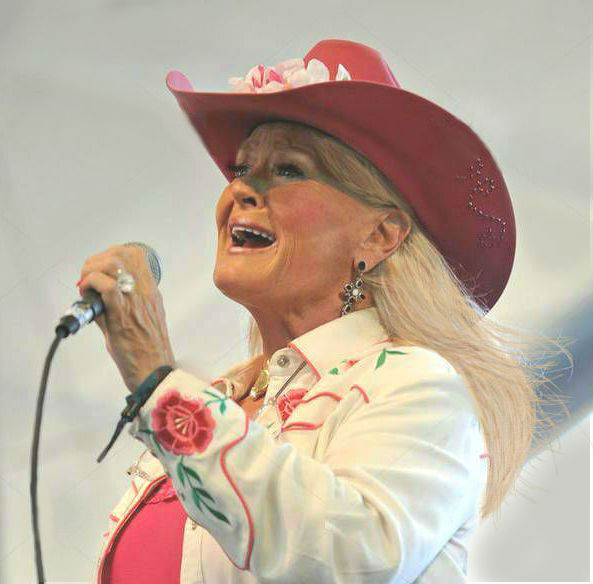
Anderson, en 2010.

En junio del 2007, se presentó como parte del Music Festival CMA 2007 en Nashville. Actuó en un concierto al aire libre, en el área del Riverfront Park. También incluía conciertos con Aaron Tippin y Jason Michael Carroll.[cita requerida]
En abril del 2009, fue parte de un concierto en línea en el Stagecoach Festival en Palm Springs que también incluía conciertos con Charlie Daniels, Kevin Costner y Reba McEntire. Durante el 2010 y 2011 realizó una serie de conciertos con la Metropole Symphony Orchestra. Hasta el final de sus días, siguió siendo una atracción popular en sus conciertos. Regularmente era la cabeza del cartel en espectáculos en casinos, así como sus presentaciones en centros de artes y en teatros en los Estados Unidos y en Canadá.[cita requerida]
En el 2015, firmó con Center Sounds Records para la realización de un nuevo álbum de música country gospel, Bridges, donde presentó una versión gospel de Mentor Williams con "Drift Away", con nuevos coros del escritor. También contenía colaboraciones de The Martins y con The Oak Ridge Boys, miembros del Salón de la Música Country. El álbum se lanzó el 9 de junio en versión digital y también en vinilo.[cita requerida]

## Carrera ecuestre
Aparte de su carrera musical, Lynn Anderson también mantenía una carrera ecuestre (tenía show de caballo) desde 1960 hasta su muerte. Como amazona, ganó 16 campeonatos nacionales, ocho mundiales y varios campeonatos célebres.
Sus campeonatos incluían el National Chevy Truck Cutting Horse Champion en 1999, el American U.S: Open Invitational Champion en el 2000 y el National Cutting Horse Association Champion en 1999. Tenía crías de caballos en su rancho en Nuevo México y trabajaba con "Special Riders of Animaland", en donde se tiene un programa de paseo a caballo como terapia para niños.
Sus caballos cuarto de milla "Lady Phase" y "Skipster's Chief" fueron reproducidos en modelos de plástico por Breyer Animal Creations "Skipster's Chief" fue también el caballo que apareció en el cartel para la North American Riding para la Handicapped Asociation.

## Vida personal

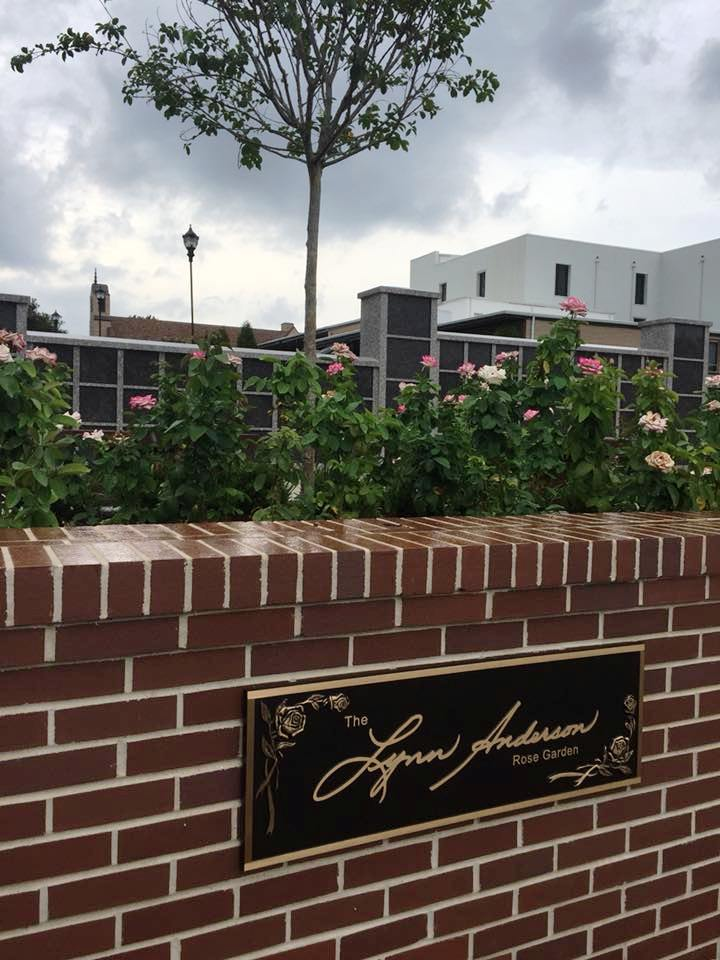
Placa conmemorativa de Lynn Anderson en los Jardines Woodlawn en Nashville, Tennessee.

Lynn Anderson estuvo casada con el compositor ganador del Grammy, Glenn Sutton de 1968 a 1977. Tuvieron una niña, Lisa, nacida en 1970. En 1978, se casó con el petrolero de Luisiana Harold "Spook" Stream III, con el que tuvo dos hijos. Stream y Anderson se divorciaron en 1982.
Empezó a tener problemas con el alcohol y tuvo varios roces con la ley incluyendo un arresto el 2 de diciembre de 2004, cuando estaba conduciendo en estado de embriaguez por Denton, Texas. Un conductor la siguió y llamó a la policía después de notar que su coche avanzaba en zig-zag fuera de las líneas de la carretera. Tras dar positivo en un control de alcoholemia, fue arrestada y puesta en libertad mediante el pago de una fianza. El 24 de enero de 2005, poco después de su arresto, fue acusada de hurtar un DVD de Harry Potter de un supermercado local en su casa en Taos, Nuevo México. Durante su arresto, cuestionó al oficial su detención. Fue acusada de hurto, resistencia a la autoridad y asalto a un oficial de policía. Los cargos de asaltos fueron posteriormente retirados. Su siguiente arresto fue el 3 de mayo de 2006, cuando fue detenida por segunda vez al conducir bajo los efectos del alcohol después de haber asistido a un acto público en un accidente de tráfico menor cerca de Española, Nuevo México. Según el atestado policial, Anderson dio positivo en el control de alcoholemia y rechazó el examen del aliento después de que su coche golpeó a otro por alcance. Ninguno fue lesionado en el choque y otra vez detenida y liberada mediante una fianza. El último arresto ocurrió el 11 de septiembre de 2014, después de estar involucrada en un accidente de tránsito menor en Nashville, Tennessee, en West And Avenue. Fue arrestada después de admitir que había estado bebiendo alcohol y tomando medicamentos indicados en una receta médica. Fue llevada al DUI y puesta en libertad mediante el pago de una fianza de 50.000 dólares. Más tarde entraría en rehabilitación en el Betty Ford Center.
Lynn Anderson vivió en Nashville, y el momento de su muerte llevaba 26 años viviendo con el compositor y productor Mentor Williams.

## Fallecimiento
Lynn Anderson falleció el 30 de julio por la noche, a la edad de 67 años, el cual sucedió en el Vanderbilt University Medical Center en Nashville. por complicaciones de un ataque cardíaco. Había estado brevemente hospitalizada debido a una neumonía, después de vacacionar en Italia.

## Discografía

### Álbumes de estudio
- Ride, Ride, Ride (1967)
- Big Girls Don't Cry (1968)
- Promises, Promises (1968)
- At Home With Lynn (1969)
- With Love, from Lynn (1969)
- I'm Alright (1970)
- Songs That Made Country Girls Famous (1970)
- Stay There til' I Get There (1970)
- Uptown Country Girl (1970)
- Rose Garden (1971)
- You're My Man (1971)
- How Can I Unlove You (1972)
- Cry (1972)
- Listen to a Country Song (1972)
- Keep Me In Mind (1973)
- Top of the World (1973)
- What a Man My Man Is (1974)
- I've Never Loved Anyone More (1975)
- All the King's Horses (1976)
- Wrap Your Love All Around Your Man (1977)
- I Love What Love's Doing to Me/He Ain't You (1977)
- Outlaw Is Just a State of Mind (1979)
- Even Cowgirls Get the Blues (1980)
- Back (1983)
- What She Does Best (1988)
- Cowboy's Sweetheart (1992)
- The Bluegrass Sessions (2004)
- Cowgirl (2006)
- Bridges (2015)

### Álbumes en vivo
- Live at Billy Bob's Texas (2000)
- Live from the Rose Garden (2005)

### Compilaciones
- The Best of Lynn Anderson (1969)
- Songs My Mother Wrote (1970)
- Lynn Anderson's Greatest Hits Vol. 1 (1971)
- Lynn Anderson with Strings (1971)
- Lynn Anderson (1971)
- The World of Lynn Anderson (1971)
- Lynn Anderson's Greatest Hits (1973)
- Lynn Anderson's Greatest Hits: Volume 2 (1976)
- Encore (1981)
- Memories and Desires (1982)
- Pure Country (1998)
- Greatest Hits (2005)
- 16 Biggest Hits (2006)

### Sencillos
- Ride Ride Ride (1967)
- Keeping Up Appearances (1967)
- If I Kiss You (Will You Go Away) (1967)
- Mother, May I (1968)
- Big Girls Don't Cry (1968)
- Promises, Promises (1968)
- No Another Time (1968)
- Flattery Will Get You Everywhere (1969)
- That's a No No (1969)
- Our House Is Not a Home (If It's Never Been Loved In) (1969)
- Stay There til' I Get There (1970)
- Rose Garden (1970)
- No Love At All (1970)
- I've Been Everywhere (1970)
- Rocky Top (1970)
- I'm Alright (1970)
- He Even Woke Me Up to Say Goodbye (1971)
- How Can I Unlove You (1971)
- Jim Dandy (1971)
- You're My Man (1971)
- It Wasn't God Who Made Honky Tonk Angels (1971)
- Cry (1972)
- Fool Me (1972)
- Listen to a Country Song (1972)
- Top of the World (1973)
- Keep Me in Mind (1973)
- Sing About Love (1973)
- What a Man My Man Is (1974)
- Talkin' to the Wall (1974)
- Smile for Me (1974)
- He Turns It Into Love Again (1974)
- I Never Loved Anyone More (1975)
- Paradise (1976)
- All the King's Horses (1976)
- Rodeo Cowboy (1976)
- Sweet Talkin' Man (1976)
- He Ain't You (1977)
- Wrap Your Love All Around Your Man (1977)
- I Love What Love's Doing to Me (1977)
- We Got Love (1978)
- Rising Above It All (1978)
- Last Love of My Life (1978)
- Isn't It Always Love (1979)
- I Love How You Love Me (1979)
- Sea of Heartbreak (1979)
- Even Cowgirls Get the Blues (1980)
- Blue Baby Blue (1980)
- You Can't Lose What You Never Had (1983)
- What I Learned from Loving You (1983)
- You're Welcome to Tonight (1984)
- Fools for Each Other (1986)
- Read Between the Lines (1987)
- Didn't We Shine (1987)
- Under the Boardwalk (1988)
- What He Does Best (1989)
- How Many Hearts (1989)
- Cry (2004)
- Full Moon in Baghdad (2006)

## Premios
| Año  | Premio programado                               | Premio                                                                        |
| ---- | ----------------------------------------------- | ----------------------------------------------------------------------------- |
| 1967 | Academy of Country Music Award                  | Top Female Vocalist                                                           |
| 1970 | Academy of Country Music Award                  | Top Female Vocalist                                                           |
| 1971 | Premios Grammy                                  | Premio Grammy a la Mejor Interpretación Vocal Femenina - Country: Rose Garden |
| 1971 | Premios de la Asociación de Música Country      | Vocalista femenina del año                                                    |
| 1974 | American Music Award                            | Artista favorita country                                                      |
| 1980 | Record World                                    | Artista de la década; 1970–1980                                               |
| 1980 | Billboard                                       | Artista de la década; 1970–1980                                               |
| 1999 | American Country Music Association Hall of Fame | Inductee                                                                      |
| 2002 | CMT's 40 Greatest Women of Country Music        | Ranking – #29                                                                 |
| 2007 | Academy of Western Artists                      | Mejor canción Western                                                         |
| 2007 | Academy of Western Artists                      | Mejor Álbum Western: Cowgirl                                                  |
| 2007 | Academy of Western Artists                      | Mejor Álbum Swing Western: Cowgirl                                            |
| 2007 | Academy of Western Artists                      | Mejor vocalista femenina                                                      |

## Lynn Anderson en la cultura popular
- Una de las mejores cantantes femeninas en un género musical, se le menciona frecuentemente como "la cantante de cantantes".
- Fue considerada una embajadora de la música country.
- Su imagen sofisticada y sonido "countrypolitan" ayudó a ser una de las primeras artistas country en tener llenos en sus presentaciones.
- Su fuerte interpretación de las canciones le hicieron ganar muchos premios y elogios de muchos artistas de música country.
- Billboard frecuentemente la colocaba en los primeros sitios del Top Ten como artista femenino de todos los tiempos por sus elevadas ventas de discos.
- Lynn cantó para cuatro presidentes de los Estados Unidos y para la Reina de Inglaterra. Recientemente cantó en la celebración del 75° aniversario del nacimiento del expresidente Jimmy Carter.
- Durante los años 1970 cuando Hollywood necesitaba de un acto country para show de variedades, actos benéficos, teletons nacionales, show en vivo y dramas de la televisión, Lynn Anderson era usualmente escogida.
- Fue la primera cantante en llenar el Madison Square Garden.
- "Rose Garden" recibió 32 reconocimientos por esta grabación fenomenal, siendo el álbum más vendido por una cantante country de 1971 a 1997, cuando Shania Twain rompió el récord de Lynn.